# Székelyvécke község
Székelyvécke község (románul: Comuna Vețca) község Maros megyében, Romániában. Központja Székelyvécke, beosztott falvai Magyarzsákod, Székelyszállás.

## Népessége
A 2011-es népszámlálás adatai alapján a község népessége 892 fő volt.